# 1318
L'any 1318 (MCCCXVIII) va ser un any comú que començava diumenge del calendari julià.

## Esdeveniments
- Barcelona: Jaume II d'Aragó crea l'Arxiu de la Corona d'Aragó com a arxiu unificat de tots els territoris de la Corona d'Aragó.[1][2]
- Els mongols comencen a adquirir l'estil de vida de l'Iran i perden poder militar
- Plaga entre el ramat oví d'Europa

## Necrològiques
- Abdiso bar Berika, escriptor en siríac.[3]